# 鄂勒哲特穆尔额尔克巴拜
鄂勒哲特穆尔额尔克巴拜（1747年—1793年），博尔济吉特氏，亲王色布腾巴勒珠尔与乾隆皇帝最為鍾愛之女兒固伦和敬公主之子，乾隆帝之外孙，名字意為福壽雙全、意志如鐵、珍之如寶。
乾隆三十七年（1772年），鄂勒哲特穆尔额尔克巴拜袭多罗贝勒。乾隆四十年（1775年），袭科尔沁左翼中旗闲散多罗郡王。乾隆四十三年（1778年），娶县君（恒亲王允祺之孙、弘㫬之子闲散宗室永雄之女）为妻，授固山额驸。乾隆四十七年（1782年），授镶黄旗蒙古都统。乾隆四十九年（1784年），诏世袭罔替。乾隆五十五年（1790年），因病去職，病不重，應為怠職，此期間為非作歹，如患瘋病。於乾隆五十六年（1791年）因罪革职，並勒令公主府總管伊齡阿嚴加看管，禁止其飲酒，但又於一個月後釋放。但仍赏其公衔，在清门行走效力赎罪。乾隆五十八年（1793年）去世，無後，其嗣子鄂勒哲依图袭。

## 影視形象
- 如懿傳：唐嘉澤（慶佑）